# Love Scenery
Love Scenery (chinês simplificado: 良辰美景好时光, pinyin: Liángchén měijǐng hǎo shíguāng) é uma telenovela chinesa exibida pela Tencent Video e IQIYI de 8 de abril a 1 de maio de 2021, estrelada por Lin Yi e Xu Lu.

## Enredo
Liang Chen se dedica a levar boas obras musicais aos ouvintes, expressando a ideia de ser gentil, real e perfeito. Lu Jing adora computadores e pesquisa de big data. Ele é altamente reconhecido no campo acadêmico pelo estudo do complicado comportamento humano e da psicologia, influenciando assim os colegas de classe com seu sólido conhecimento especializado. Eles são estranhos a princípio, mas depois unidos por big data e abordam a jornada em direção à busca de sonhos.

## Elenco

### Elenco principal
- Lin Yi como Lu Jing[2]
- Xu Lu como Liang Chen[2]

### Elenco de apoio
- Hu Bing como Ding Jiayun[3]
- Hu Yunhao como Sun Binyu
- Chong Dan Ni como Ma Shanshan
- Wang Ting como Liu Yiqing, gerente de Liang Chen
- Jiang Yu Wei como Yuan Keke, assistente de Liang Chen
- Wang Cheng como Zhou Dan, companheiro de quarto de Lu Jing
- Wang Rong como Liu Er, companheiro de quarto de Lu Jing
- Zhong Zheng como He Ye, companheiro de quarto de Lu Jing
- Fu Wei Lun como Gu Feiming, colega de classe de Lu Jing
- Wang Lu Qing como Qi Qi, colega de classe de Lu Jing
- Li Chang como Zhu Guang, assistente de Jiayun
- Yue Yao Li como o avô de Lu Jing
- Xue Shu Jie como a avó Lu Jing
- Liu Guan Lin como He Jia
- Wang Si Jie como Xiao Yuke
- Shang Si Qi como Xiao Guo, assistente de Ma Shanshan
- Zhou Cheng Ao como Lin Qi, ex-namorado de Ma Shanshan
- Du Yu Chen como Meng Lanzhi

### Outros
- Wang Wei Hua como pai de Lu Jing
- Yu Xiao Lei como mãe de Lu Jing
- Wang Xin como pai de Liang Chen
- Tian Miao como mãe de Liang Chen
- Jing Yan Jun como Lu Xiangchen, primo de Lu Jing
- Dai Chao como Yue Yuxun, ex-namorado de Liang Chen
- Wang Zhi Min como Ma Minghui
- Li Ya Nan como diretor executivo Lin
- Guan Jin Lin como Zhou Xiaohuan
- Zhou Wen Tao como Shang Zhi
- Zhu La La como Liu Shun
- Kang Qi Xuan como Xiao Pang
- Wang Xiao Yu como A Jie